# 海厄特維爾 (堪薩斯州)
海厄特維爾（英語：Hiattville）為位在美國堪薩斯州波旁縣的非建制地區。

## 歷史
位在海厄特維爾的郵政局於1872年4月2日開業，起初郵政局名稱為波尼（Pawnee），後來更名為海厄特維爾，以此紀念地主詹姆斯·M·海厄特（James M. Hiatt）。